# Shaun Wright-Phillips
Shaun Cameron Wright-Phillips (Greenwich, London, 1981. október 25. –) jamaicai és grenadai származású korábbi angol válogatott labdarúgó. A híres játékos, Ian Wright örökbefogadott fia, féltestvére a szintén focista Bradley Wright-Phillips és D'Margio Wright-Phillips édesapja.

## Pályafutása

### Nemzetközi góljai
| # | Dátum               | Helyszín                  | Ellenfél   | Eredmény | Kiírás               | Gól |
| - | ------------------- | ------------------------- | ---------- | -------- | -------------------- | --- |
| 1 | 2004. augusztus 18. | St James’ Park, Newcastle | Ukrajna    | 3–0      | barátságos mérkőzés  | 1   |
| 2 | 2007. szeptember 8. | Wembley Stadion, London   | Izrael     | 3–0      | 2008-as Eb-selejtező | 1   |
| 3 | 2007. október 13.   | Wembley Stadion, London   | Észtország | 3–0      | 2008-as Eb-selejtező | 1   |
| 4 | 2008. február 6.    | Wembley Stadion, London   | Svájc      | 2–1      | barátságos mérkőzés  | 1   |
| 5 | 2009. október 14.   | Wembley Stadion, London   | Belgium    | 3–0      | 2010-es vb-selejtező | 1   |
| 6 | 2010. március 3.    | Wembley Stadion, London   | Egyiptom   | 3–1      | barátságos mérkőzés  | 1   |

## Sikerei, díjai

### Klub
- Manchester City
  - Football League First Division: 2001–02
- Chelsea
  - Angol bajnok: 2005–06
  - FA-kupa: 2006–07
  - Angol Ligakupa: 2007
  - Angol szuperkupa: 2005

### Egyéni
- Manchester City – Az év fiatal játékosa: 1999–2000, 2000–01, 2001–02, 2002–03
- Manchester City – Az év játékosa: 2003–04
- PFA – Az év csapatának tagja: 2004–05

## Külső hivatkozások
- Shaun Wright-Phillips pályafutásának statisztikái a Soccerbase oldalon (angolul)

- Hivatalos weboldal
- TheFA.com profil
- BBC profil Archiválva 2009. február 24-i dátummal a Wayback Machine-ben